# Camptomastix septentrionalis
Camptomastix septentrionalis là một loài bướm đêm trong họ Crambidae.